# Marjorie Michel
Pour les articles homonymes, voir Michel (patronyme).
Marjorie Michel, née en 1963 ou 1964 en Haïti, est une conseillère diplomatique, chargée de mission, cheffe de cabinet et femme politique canadienne d'origine haïtienne.
Depuis les élections fédérales de 2025, elle est députée de la circonscription de Papineau à la Chambre des communes du Canada sous la bannière du Parti libéral du Canada.
Depuis le 13 mai 2025, elle est ministre de la Santé dans le gouvernement Carney.

## Biographie
Née en 1963 ou 1964 en Haïti,, Marjorie Michel est la fille de l'ex-premier ministre haïtien Smarck Michel et de Victoire Marie-Rose Sterlin,. À l'âge de 17 ans, elle arrive au Québec mais retourne ensuite en Haïti avant de revenir s'établir de façon définitive au Québec 20 ans plus tard, fuyant les violences avec ses deux filles.
Ancienne élève du collège Sainte-Rose de Lima à Port-au-Prince, elle décroche une licence en psychologie sociale du travail et des organisations à l'Université catholique de Louvain en Belgique en 1987, et un certificat d'études diplomatiques et stratégiques au Centre d'études diplomatiques et stratégiques (CEDS) en France en 1994.
Après l'obtention de sa licence, elle travaille de 1991 à 1994 comme conseillère diplomatique à l'ambassade d'Haïti en France. En 1994, elle devient chargée de mission à l'Organisation des États américains (OEA). Son travail dans la coordination de l'Assemblée générale de l'OEA lui vaut une distinction du gouvernement américain en 1995. Elle occupe le poste jusqu'en 2000.
Déménagé au Québec, elle occupe de 2001 à 2009 des postes de conseillère en formation et de conseillère en développement des affaires et en gestion de la diversité. En 2009, elle devient conseillère politique du député provincial libéral de Viau, Emmanuel Dubourg, et directrice de son bureau de député.
Elle travaille par la suite au gouvernement fédéral à Ottawa, entre autres, comme directrice des affaires parlementaires dans le cabinet du ministre de la Famille, des Enfants et du Développement social Jean-Yves Duclos de 2017 à 2019. Elle suit ce dernier quand il devient président du Conseil du Trésor en devenant sa cheffe de cabinet en décembre 2019. En octobre 2021, à la suite des élections du 20 septembre, le premier ministre du Canada Justin Trudeau l'invite à travailler pour lui comme cheffe de cabinet adjointe. Elle accepte et conserve ce poste jusqu'à la fin du mandat de Trudeau comme premier ministre.

### Député de Papineau
En mars 2025, à la demande de Trudeau, elle se présente dans la circonscription de Papineau pour le remplacer comme député à la Chambre des communes,. Lors des élections fédérales du 28 avril 2025, Marjorie Michel, candidate du Parti libéral du Canada, remporte le scrutin avec 53 % des voix et une majorité de 16 974 voix sur sa plus proche rivale, la bloquiste Sophy Forget Bélec.

### Ministre de la Santé
Le 13 mai 2025, elle est nommée ministre de la Santé par le premier ministre Mark Carney,.